# The Way of the Vaselines: A Complete History
The Way of the Vaselines: A Complete History ist eine Kompilation der schottischen Band The Vaselines. Sie erschien zwei Jahre nach Auflösung der Band.

## Entstehungsgeschichte
The Vaselines blieben während ihrer Existenz (1986 bis 1990) einer größeren Öffentlichkeit unbekannt. Nach der Auflösung sollte sich das durch den Einfluss von Nirvana ändern. Die Songs von The Vaselines hatten einen starken Einfluss auf Kurt Cobain und seine Bandkollegen. Nirvana coverte mehrere Songs der schottischen Formation, darunter Son of a Gun und Molly's Lips auf Incesticide und Jesus Wants Me for a Sunbeam als Jesus Doesn't Want Me for a Sunbeam auf MTV Unplugged in New York. 
1992 wurden daher zwei Alben mit altem Material der Vaselines veröffentlicht, zunächst in Großbritannien All the Stuff and More... auf Avalanche Records und später im Jahr das erfolgreichere The Way of the Vaselines - A Complete History. Das Album erschien auf Sub Pop, der Plattenfirma, die auch die Bands Soundgarden und eben Nirvana entdeckte.
Dieses Album enthielt alle Tracks, die von The Vaselines kommerziell veröffentlicht wurden, darunter auch die von Nirvana gecoverten (in dieser Reihenfolge): die drei Songs von der ersten Single Son of a Gun, A- und B-Seite der zweiten Single Dying for It (dazu auch die beiden Songs, die nur auf der 12"-Version erschienen) sowie alle Lieder des einzigen Albums der Vaselines, Dum-Dum. 
The Way of the Vaselines: A Complete History wurde 1994 auch in Großbritannien veröffentlicht.

## Titelliste
1. Son of a Gun – 3:46
2. Rory Rides Me Raw – 2:28
3. You Think You're a Man – 5:43
4. Dying for It – 2:22
5. Molly's Lips – 1:44
6. Teenage Superstars – 3:28
7. Jesus Wants Me for a Sunbeam – 3:31
8. Sex Sux (Amen) – 3:10
9. Slushy – 2:00
10. Monsterpussy – 1:43
11. Bitch – 2:42
12. No Hope – 3:21
13. Oliver Twisted – 2:49
14. The Day I Was a Horse – 1:29
15. Dum-Dum – 1:57
16. Hairy – 1:48
17. Lovecraft – 5:37
18. Dying for It (The Blues) – 3:09
19. Let's Get Ugly – 2:19